# Amblyopone degenerata
Amblyopone degenerata är en myrart som beskrevs av Borgmeier 1957. Amblyopone degenerata ingår i släktet Amblyopone och familjen myror. Inga underarter finns listade i Catalogue of Life.

## Bildgalleri

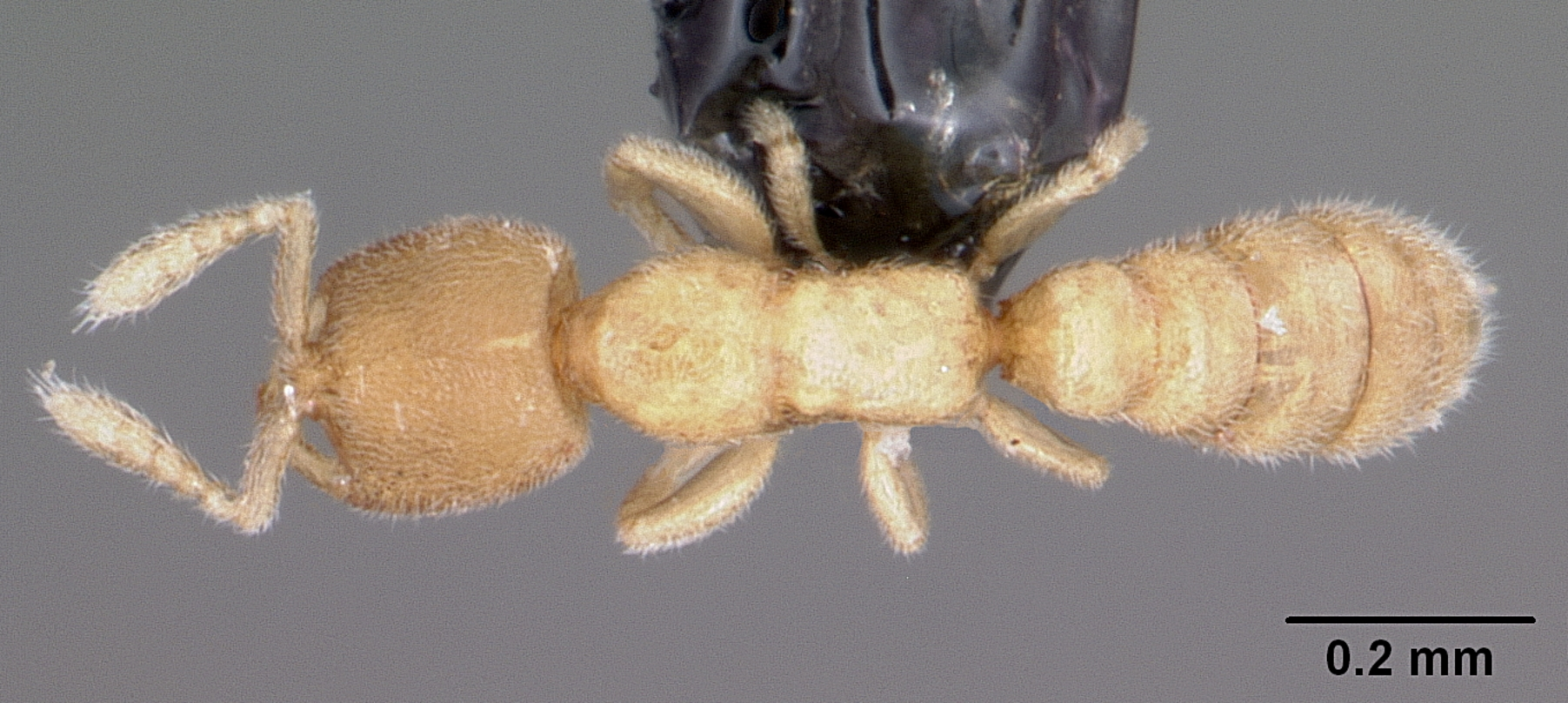
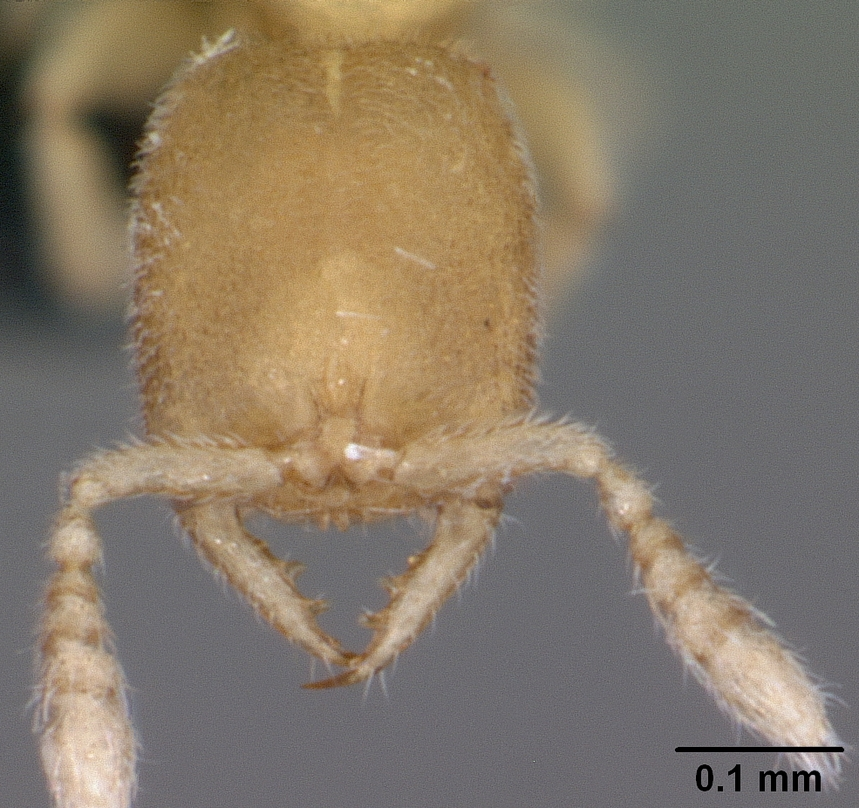
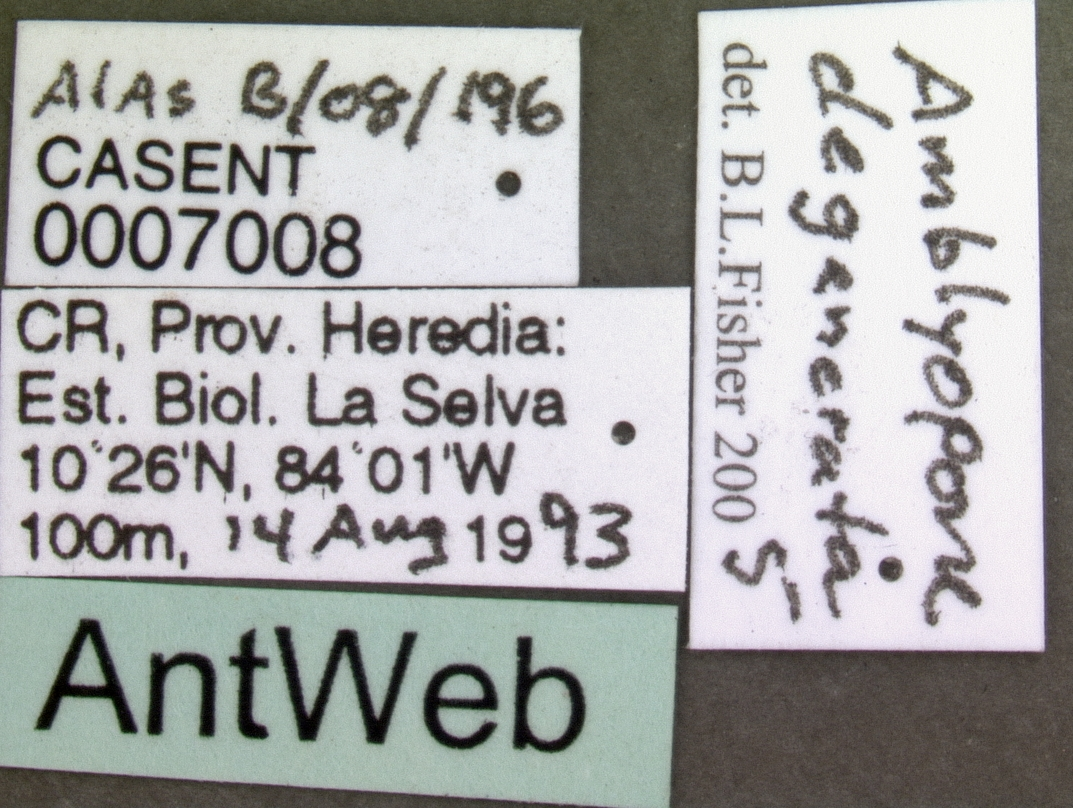
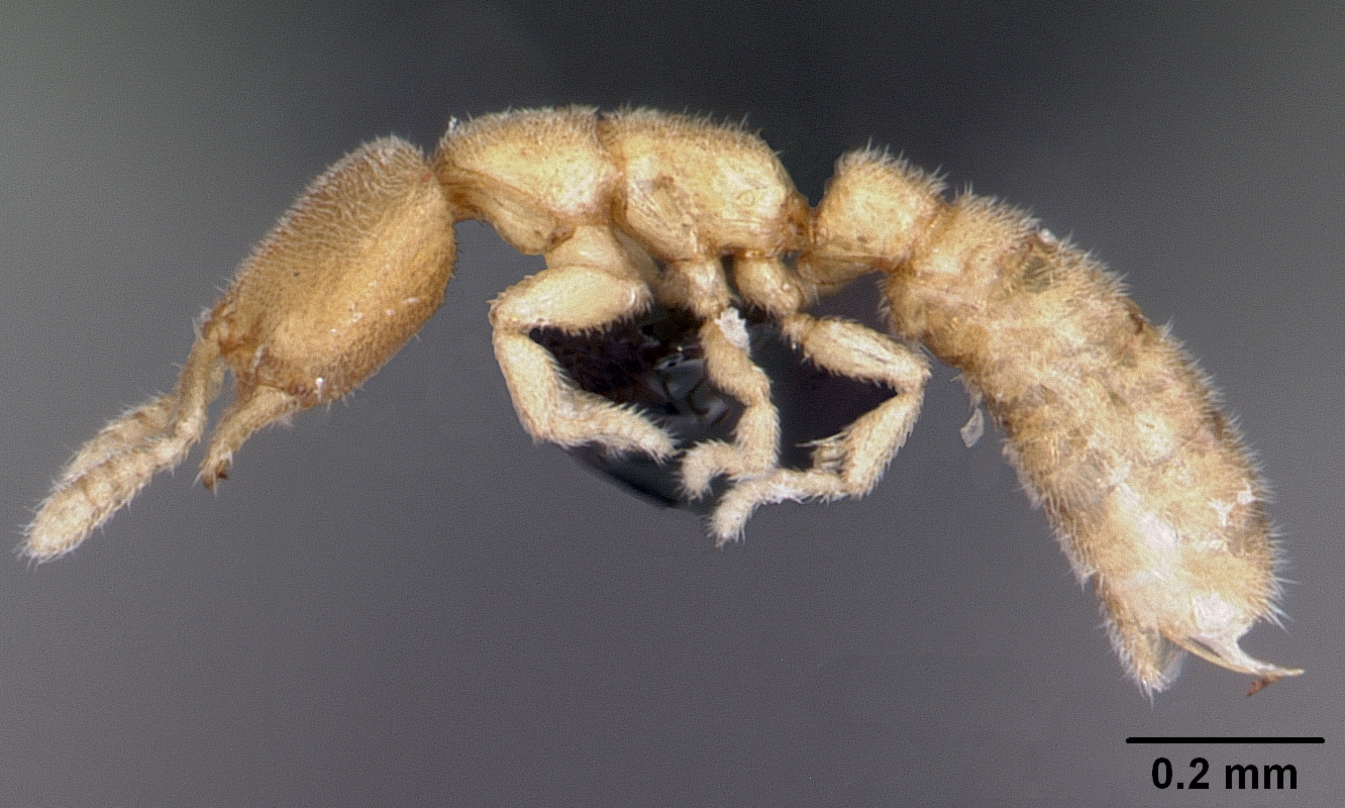